# 제39회 일본 중의원 의원 총선거
 제39회 중의원의원 총선거는 1990년(헤이세이 2년) 2월 18일에 행해진 일본의 중의원 의원 총선거이다.

## 선거 데이터

### 해산일
- 1990년(헤이세이 2년) 1월 24일

#### 해산명
- 소비세 해산

### 공시일
- 1990년(헤이세이 2년) 2월 3일

### 투표일
- 1990년(헤이세이 2년) 2월 18일

### 의석 수
- 512

### 선거 제도
- 중선거구제

## 주된 쟁점

### 정책
- 체제 선택(자유 민주주의 정권이나 사회주의 정권인가)
- 소비세의 시비

### 정국
- 정치 부패의 추궁

## 선거 결과

당파별 세력도

### 투표율
- 73.31%(남자71.93%, 여자74.61%) ※자치부 집계···전회 투표율(71.40%)보다＋1.91%증가
  - 당일 유권자수：90,322,908명
  - 기권·무효표：24,618,604명
  - 유효 표수：65,704,304표

### 의석수
| 정당명       | 정당명      | 의석수               | 득표수     | 득표율 |
| 여당         | 여당        | 275                  | 30,315,417 | 46.11  |
| ------------ | ----------- | -------------------- | ---------- | ------ |
|              | 자유민주당  | 275                  | 30,315,417 | 46.11  |
| 야당·무소속  | 야당·무소속 | 237 【야당 무소속 】 | 35,330,352 | 53.89  |
|              | 일본 사회당 | 136                  | 16,025,472 | 24.39  |
| 공명당       | 45          | 5,242,675            | 7.98       |        |
| 일본 공산당  | 16          | 5,226,986            | 7.96       |        |
| 민사당       | 14          | 3,178,949            | 4.84       |        |
| 사회민주연합 | 4           | 566,957              | 0.86       |        |
| 진보당       | 1           | 281,793              | 0.43       |        |
| 무소속       | 21          | 4,807,520            | 7.32       |        |
| 합계         | 합계        | 512                  | 65,645,769 | 100.00 |

## 정당

### 자유민주당
획득 의석：275 의석
- 당본부 총재：가이후 도시키
- 당간사장：오자와 이치로
- 총무회장：카라사와 슌지로우
- 정무 조사회장：미츠즈카 히로시
- 국회 대책 위원장：오쿠다 요시카즈
- 참의원의원 회장：하라 분베에

파벌
- 경세회(다케시타파)：69 의석
- 굉지회(미야자와파)：62 의석
- 키요카즈회(아베파)：61 의석
- 정책 과학 연구소( 구나카소네파)：48 의석
- 신정책 연구회(가와모토파)：26 의석
- 목요일 클럽(니카이도 그룹)：4 의석
- 무소속벌：20 의석

### 일본 사회당
획득 의석：136 의석
- 중앙 집행위원장：도이 다카코
- 중앙 집행 부위원장：오카다 토시하루, 오노 아키라, 카네코봐 개, 전변성
- 집행부 서기장：야마구치학남
- 정책 심의회장：이토 시게루
- 국회 대책 위원장：대 출슌
- 참의원의원 회장=츠노다견지로

### 공명당
획득 의석：45 의석
- 중앙 집행위원장：이시다행시로
- 중앙 집행 부위원장：오사다 타케시, 후시키 카즈오, 미키 타다오
- 집행부 서기장：이치카와 유이치
- 정책 심의회장：사카구치 치카라
- 국회 대책 위원장：사카이 코이치
- 참의원의원 단장：쿠로야나기 아키라
- 최고고문：다케이리 요시카쓰, 야노 준야

### 일본 공산당
획득 의석：16 의석
- 중앙위원회 의장：미야모토 겐지
- 중앙위원회 부의장：후와 테츠조
- 간부회 위원장：무라카미 히로시
- 간부회 부위원장：오가사와라 사다코, 에비스다니 하루마츠, 타카하라 신이치
- 서기국장：카네코 미츠루광
- 정책 위원회 책임자：요시오카 요시노리
- 국회 대책 위원장：테라마에 겐
- 참의원의원 단장：하시노토 아츠시

### 민사당
획득 의석：14 의석
- 중앙 집행위원장：영말 에이이치
- 중앙 집행 부위원장：카와무라 마사루, 발산에이코
- 집행부 서기장：요네자와륭
- 정책 심의회장：나카노 칸세이
- 국회 대책 위원장：요시다 유키히사
- 참의원의원 회장：산지 시게노부
- 상임 고문=츠카모토 사부로

### 사회민주연합
획득 의석：4 의석
- 상임 임원회 대표：에다 사쓰키
- 상임 임원회부대표：나라사키미지조, 진풍
- 집행부 서기장겸국회 대책 위원장：아베 쇼고
- 정책 위원회 책임자：간 나오토

### 진보당
획득 의석：1 의석
- 대표：타가와 세이치

### 무소속
획득 의석：21 의석
주요 정당 외, 진리당(아사하라쇼오꼬오, 죠우유우사호외 ), 지구 유신당(오오타 류, 토고건외 ), 스포츠 평화당(호소키 히사시경), 녹색당, 일본 노동당, 사회주의 노동자당 등의 군소 정당도 후보자를 공천했지만, 모두 낙선했다.

## 의원

### 이 선거로 당선
자민당   사회당   진보당   공명당   민사당   공산당   사민연   무소속 
| 홋카이도   | 1구     | 이토 히데코       | 고바야시항인         | 마츠우라 아키라   | 마치무라 노부타카 | 코다마 켄지           | 2구    | 사사키 히데노리   | 이가라시광3         | 이마즈 히로시       | 상초의휘            |                 |  |  |
| 홋카이도   | 1구     | 후지와라방웅      |                      |                   |                   |                       | 3구    | 사토 다카유키     | 아베 후미오         | 하치로 요시오       |                     |                 |  |  |
| 홋카이도   | 4구     | 이케하타 세이치   | 나카자와 켄지        | 하토야마 유키오   | 코다이라 타다마사 | 와타나베성1           | 5구    | 나카가와 쇼이치   | 타케베 츠토무       | 키타무라 나오토     | 오카다 토시하루     | 스즈키 무네오   |  |  |
| 아오모리현 | 1구     | 관청정            | 타나부 마사미        | 츠시마 유지       | 오오시마 타다노리 |                       | 2구    | 키무라 모리오     | 야마우치 히로시     | 전택모치로          |                     |                 |  |  |
| 이와테현   | 1구     | 스즈키 슌이치     | 산중방기             | 쿠도 겐           | 오노 신이치       |                       | 2구    | 오자와 이치로     | 시가절              | 택등례지로          | 스가와라 키쥬로     |                 |  |  |
| 미야기현   | 1구     | 토다국웅          | 오카자키 토미코      | 아이치 카즈오     | 미츠즈카 히로시   | 이토 소이치로         | 2구    | 히노 이치로       | 우치우미영남        | 오오이시 마사미츠   | 하세가와 슌         |                 |  |  |
| 아키타현   | 1구     | 사토 케이지       | 사토 타카오          | 노로타 호세이     | 후타다 코지       |                       | 2구    | 무라오카 카네조   | 카와마타 켄지로우   | 미노리카와 히데후미 |                     |                 |  |  |
| 야마가타현 | 1구     | 엔도 노보루       | 카노 미치히코        | 엔도 타케히코     | 콘도철웅          |                       | 2구    | 카토 코이치       | 치카오카 리이치로   | 아베 쇼고           |                     |                 |  |  |
| 후쿠시마현 | 1구     | 마시코 데루히코   | 사토항청             | 사토 오쿠오       | 카네코 노리유끼개 |                       | 2구    | 이토 마사요시     | 와타나베 코조       | 호즈미 요시유키     | 시가 가즈오         | 와타나베 유키오 |  |  |
| 후쿠시마현 | 3구     | 스즈키 히사시     | 사이토 쿠니키치      | 사카모토 고우지   |                   |                       |        |                   |                     |                     |                     |                 |  |  |
| 이바라키현 | 1구     | 토키자키 유우지   | 하나시 노부유키      | 누카가 후쿠시로   | 나카야마 토시오   |                       | 2구    | 오오하타 아키히로 | 카지야마 세이로쿠   | 츠카하라 준뻬이     |                     |                 |  |  |
| 이바라키현 | 3구     | 나카무라 키시로   | 니와 유우야          | 아카기 노리히코   | 타케우치 타케시   | 후타미 노부아키       |        |                   |                     |                     |                     |                 |  |  |
| 도치기현   | 1구     | 코바야시 마모루   | 와타나베미치오       | 후나다 겐         | 야나세 스스무     | 야스다범              | 2구    | 무토 산지         | 후지오 마사유키     | 칸다 아츠시         | 이나무라 토시유키   | 우에타케 시게오 |  |  |
| 군마현     | 1구     | 전변성            | 오미 코지            | 사타 겐이치로     |                   |                       | 2구    | 스나가 토오루     | 나카지마 겐타로     | 사사가와요          |                     |                 |  |  |
| 군마현     | 3구     | 후쿠다 야스오     | 야마구치학남         | 나카소네 야스히로 | 오부치 게이조     |                       |        |                   |                     |                     |                     |                 |  |  |
| 사이타마현 | 1구     | 와다 시즈오       | 마츠나가 히카루      | 하마다 타쿠지로   |                   |                       | 2구    | 코마츠정남        | 야마구치 도시오     | 코미야마중시로      | 미야지 타다시개     |                 |  |  |
| 사이타마현 | 3구     | 카토 타카시2      | 타나미 타네아키      | 마스다 토시오     |                   |                       | 4구    | 호소카와 리츠오   | 아오키 마사히사     | 야마다 에이스케     | 미츠바야시미타로    |                 |  |  |
| 사이타마현 | 5구     | 사와다광          | 후쿠나가 노부히코    | 와다 카즈히토     |                   |                       |        |                   |                     |                     |                     |                 |  |  |
| 지바현     | 1구     | 우에노 켄이치     | 우스이 히데오        | 에구치 카즈오     | 토리 카즈오       | 오카지마 마사유키     | 2구    | 미즈노 키요시     | 야마무라 신지로     | 오가와 쿠니히코     | 하야시대간          |                 |  |  |
| 지바현     | 3구     | 오오키 타다시오   | 모리 에이스케        | 하마다 고이치     | 이시바시 가즈야미 | 나카무라 쇼우자부로우 | 4구    | 정 오쿠 사다오    | 카노 마사루         | 코이와이 키요시     | 니이무라 카츠오     |                 |  |  |
| 가나가와현 | 1구     | 이토 시게루       | 스즈키 츠네오        | 오코노기언사부로  | 후시키 가즈오     |                       | 2구    | 고이즈미 준이치로 | 타가와 세이치       | 바위 스도시 요시오  | 이치카와 유이치     | 하라다 요시아키 |  |  |
| 가나가와현 | 3구     | 카토 마게치       | 카와카미 노부오      | 아마리 아키라     | 후지이 히로히사   |                       | 4구    | 대 출슌           | 사토 켄이치로       | 이케다 모토히사     | 쿠사노 타케시       |                 |  |  |
| 가나가와현 | 5구     | 토미즈카 미츠오   | 고노 요헤이          | 카메이 요시유키   |                   |                       |        |                   |                     |                     |                     |                 |  |  |
| 야마나시현 | 현 전체 | 간마루 신         | 우에다리정           | 코시이시 아즈마   | 나카오 에이치     | 다나베 구니오         |        |                   |                     |                     |                     |                 |  |  |
| 도쿄도     | 1구     | 스즈키 요시히사자 | 요사노 가오루        | 오오츠카 유우지   |                   |                       | 2구    | 이시하라 신타로   | 우에다 테쓰         | 아라이쇼케이        | 오오우치계오        | 엔도을언        |  |  |
| 도쿄도     | 3구     | 사이토 카즈오     | 오치통웅             | 코스기 타카시     | 이노우에 요시히사 |                       | 4구    | 카스야무          | 이시하라 노부테루   | 타카하시 이치로     | 외구 계란           | 오키타 마사토   |  |  |
| 도쿄도     | 5구     | 타카자와 토라남   | 고바야시 코키        | 오사다 타케시     |                   |                       | 6구    | 카키자와 코지     | 후와 테츠조         | 요시다 카즈코       | 아즈마 쇼조         |                 |  |  |
| 도쿄도     | 7구     | 오자와 키요시     | 츠네마츠 유우시      | 간 나오토         | 오노 유리코       |                       | 8구    | 하토야마 구니오   | 후카야 타카시       | 카네코 미츠루광     |                     |                 |  |  |
| 도쿄도     | 9구     | 하마노강          | 시부야 오사무        | 나카무라 겐       |                   |                       | 10구   | 시부사와리구      | 시마무라의신        | 야마구치나진남      | 쿠지라오카 효우스케 | 사토우홍        |  |  |
| 도쿄도     | 11구    | 야마하나 사다오   | 이토 코스케          | 이시카와 요조     | 사이토절          | 하세 유리코           |        |                   |                     |                     |                     |                 |  |  |
| 니가타현   | 1구     | 세키야마 노부유키 | 콘도원차             | 오자와 타츠오     |                   |                       | 2구    | 요시다 다다시수컷 | 이와무라 우이치로우 | 사토 타카시         |                     |                 |  |  |
| 니가타현   | 3구     | 메구로 키치노스케 | 와타나베 히데오      | 호시노 유키오     | 사쿠라이 아라타   | 무라야마 타츠오       | 4구    | 츠츠이 노부타카   | 타카토리 오사무     |                     |                     |                 |  |  |
| 도야마현   | 1구     | 야스다 슈죠       | 주히로시             | 나가세 진엔       |                   |                       | 2구    | 와타누키 타미스케 | 하기야마 쿄곤       | 목간 장             |                     |                 |  |  |
| 이시카와현 | 1구     | 오쿠다 요시카즈   | 모리 요시로          | 시마자키양        |                   |                       | 2구    | 가와라 쓰토무     | 사카모토30차        |                     |                     |                 |  |  |
| 후쿠이현   | 현 전체 | 마키노 타카모리   | 츠지 카즈히코        | 히라이즈미섭      | 야마모토 히로시   |                       |        |                   |                     |                     |                     |                 |  |  |
| 나가노현   | 1구     | 타나카수정        | 시미즈 이사무        | 코사카 켄지       |                   |                       | 2구    | 호리고메 이쿠오   | 하타 츠토무         | 이데 쇼이치         |                     |                 |  |  |
| 나가노현   | 3구     | 쿠시하라도리 곧   | 미야시타 소헤이      | 나카지마 마모루   | 키지마 히데오     |                       | 4구    | 키타자와 세이코   | 카라사와 슌지로우   | 무라이 진           |                     |                 |  |  |
| 기후현     | 1구     | 와타나베가장      | 무토 카분            | 오노 아키라       | 마츠다 이와오     | 후시야 슈우지         | 2구    | 카네코 카즈요시   | 와타나베 에이치     | 후루야 케이지       | 야마시타 야스오     |                 |  |  |
| 시즈오카현 | 1구     | 하라다 쇼조       | 마츠마에앙           | 토츠카 신야       | 대석천8           | 수중요시히코          | 2구    | 마에지마 히데유키 | 사이토 토시츠구     | 쿠리하라우행        | 키베 요시아키       | 스기야마 노리오 |  |  |
| 시즈오카현 | 3구     | 모토노부요        | 쿠마가이 히로시      | 야나기사와 하쿠오 | 시오타니립        |                       |        |                   |                     |                     |                     |                 |  |  |
| 아이치현   | 1구     | 사토 타이스케     | 이마에다 타카시 수컷 | 타나베 히로오     | 히라타미 남       |                       | 2구    | 망 오카 유우      | 니와병조            | 쿠사카와 쇼우조우   | 쿠노 토우이치로우   |                 |  |  |
| 아이치현   | 3구     | 카이후 토시키     | 사토 칸쥬            | 에자키 마스미     |                   |                       | 4구    | 카와시마 마코토   | 이토 에이세이       | 스기우라 세이켄     | 우라노휴흥          |                 |  |  |
| 아이치현   | 5구     | 하야카와 마사루   | 아사노 카츠히토      | 무라타 케이지로   |                   |                       | 6구    | 아카마쓰 히로타카 | 카타오카 타케시     | 이시다행시로        | 츠카모토 사부로     |                 |  |  |
| 미에현     | 1구     | 이토 츄지         | 키타가와 타다시공    | 카와사키 지로     | 오카다 가쓰야     | 나카이 히로시         | 2구    | 타무라 겐         | 후지나미 타카오     | 야려아키히코        | 이시이 사토시       |                 |  |  |
| 시가현     | 현 전체 | 우노 소스케       | 야마모토 츠토무      | 타케무라 마사요시 | 가와바타 다쓰오   | 야마시타 원리         |        |                   |                     |                     |                     |                 |  |  |
| 교토부     | 1구     | 오쿠다간생        | 영말 에이이치        | 타케무라 유키오   | 이부키 분메이     | 타케우치 카츠히코     | 2구    | 산중말치          | 노나카 히로무       | 타니가키 사다카즈   | 테라마에 겐         | 니시나카 키요시 |  |  |
| 오사카부   | 1구     | 코타니 아키라2    | 야나기모토 타쿠지    | 마사모리성2       |                   |                       | 2구    | 사콘 마사오       | 나카야마 마사키     | 아사이 미유키       | 히가시나카 미츠오   | 마에다 타다시   |  |  |
| 오사카부   | 3구     | 이노우에 카즈나리 | 하라다헌             | 오오미 미기부     | 칸노 에츠코       | 나카노 칸세이         | 4구    | 시오카와 마사주로 | 우에다 타카시3      | 요시이 히데카츠     | 야노 준야           |                 |  |  |
| 오사카부   | 5구     | 나카야마 타로     | 와다 사다오          | 키타가와 카즈오   | 후지타 스미       |                       | 6구    | 사토 메구미       | 시추히데히코        | 츄우마 코우키       |                     |                 |  |  |
| 오사카부   | 7구     | 나카무라 마사오   | 키타가와 이시마츠    | 하루타 시게아키   |                   |                       |        |                   |                     |                     |                     |                 |  |  |
| 효고현     | 1구     | 도이 류이치       | 이시이 하지메        | 스나다 시게타미   | 와타나베 이치로   | 오카자키 히로미       | 2구    | 도이 다카코       | 코노이케 요시타다   | 후유시바 테츠조     | 호리 마사오         | 하라 겐자부로   |  |  |
| 효고현     | 3구     | 나가이 타카시신   | 이노우에 키이치      | 토카이 키사부로   |                   |                       | 4구    | 고토 시게루       | 마츠모토 쥬우로우   | 가와모토 토시오     | 토이 덴 사부로      |                 |  |  |
| 효고현     | 5구     | 요시오카 켄지     | 타니 요이치          |                   |                   |                       |        |                   |                     |                     |                     |                 |  |  |
| 나라현     | 현 전체 | 마츠바라수웅      | 마에다 타케시        | 오쿠노 세이스케   | 모리모토 코지     | 십제일                |        |                   |                     |                     |                     |                 |  |  |
| 와카야마현 | 1구     | 나카니시 케스케   | 사카이 코이치        | 키시 하치로       |                   |                       | 2구    | 노다 미노루       | 토우리키            | 니카이 토시히로     |                     |                 |  |  |
| 돗토리현   | 현 전체 | 이시바 시게루     | 노사카코겐           | 타케베문          | 아이자와 히데유키 |                       |        |                   |                     |                     |                     |                 |  |  |
| 시마네현   | 현 전체 | 다케시타 노보루   | 앵내 요시오          | 호소다 히로유키   | 카메이 히사오키   | 이시바시 대길         |        |                   |                     |                     |                     |                 |  |  |
| 오카야마현 | 1구     | 에다 사쓰키       | 타니무라 케스케      | 봉택이치로        | 히라누마 타케오   | 히카사 카츠유키       | 2구    | 하시모토 류타로   | 미즈타 미노루       | 가토 무쓰키         | 무라타 요시타카     | 패소지로        |  |  |
| 히로시마현 | 1구     | 아키바 타다시리   | 키시타 문무          | 아와야 토시노부   |                   |                       | 2구    | 모리이 타다시양   | 타니가와화수        | 마스오카 히로유키   | 이케다 유키히코     |                 |  |  |
| 히로시마현 | 3구     | 가메이 시즈카     | 미야자와 기이치      | 코모리 류방       | 야나기다 미노루   | 사토 모리요시         |        |                   |                     |                     |                     |                 |  |  |
| 야마구치현 | 1구     | 아베 신타로우     | 오가와 마코토        | 하야시 요시로     | 카와무라 타케오   |                       | 2구    | 오자와극개        | 타카무라 마사히코   | 스이타 아키라       | 사토우마코토2       | 요시이 히카루조 |  |  |
| 도쿠시마현 | 현 전체 | 고토우다 마사하루 | 센고쿠 요시토        | 야마구치 슌이치   | 엔도 카즈요시     | 이노우에보방          |        |                   |                     |                     |                     |                 |  |  |
| 가가와현   | 1구     | 마나베 히카루광   | 미노 유미            | 키무라 요시오     |                   |                       | 2구    | 모리타 하지메     | 가토 시게시가을     | 오오노 요시노리     |                     |                 |  |  |
| 에히메현   | 1구     | 시오자키 쥰       | 세키야 카츠히데      | 우츠노미야 마유미 |                   |                       | 2구    | 후지타고민        | 오치 이다이라       | 무라카미 세이이치로 |                     |                 |  |  |
| 에히메현   | 3구     | 니시다 마모루     | 타나카 츠네토시      | 이마이 이사무     |                   |                       |        |                   |                     |                     |                     |                 |  |  |
| 고치현     | 현 전체 | 고토 마사노리     | 나카타니 겐          | 야마모토 유지     | 이시다축임        | 야마하라 켄지로우     |        |                   |                     |                     |                     |                 |  |  |
| 후쿠오카현 | 1구     | 나라사키미지조    | 마츠모토 류          | 야마자키 타쿠     | 오타 세이이치     | 간자키 다케노리       | 2구    | 이와타순개        | 아소 다로           | 미하라조언          | 오자와 카즈아키     | 히가시 쥰지     |  |  |
| 후쿠오카현 | 3구     | 호소야 오사무통   | 코가 마코토          | 코가 마사히로     | 곤도오 츠네오     | 코가 잇세이           | 4구    | 나카니시 세키스케 | 지미 쇼자부로       | 미우라 히사시       | 단야청              |                 |  |  |
| 사가현     | 현 전체 | 오가타극양        | 야마시타 토쿠오      | 호리 코스케       | 사카이 타카노리   | 아이노 코우이치로우   |        |                   |                     |                     |                     |                 |  |  |
| 나가사키현 | 1구     | 타구치 켄지       | 니시오카 타케오      | 타카기 요시아키   | 큐마 후미오       | 쿠라나리 타다시       | 2구    | 하야미 선구       | 카네코 겐지로우     | 광무현              | 토라시마 카즈오     |                 |  |  |
| 구마모토현 | 1구     | 타나카 쇼우이치   | 쿠라타 사카키        | 노다 타케시       | 우오즈미 히로히데 | 마츠오카 토시카츠     | 2구    | 바바 노보루       | 토우게 요시유키     | 후쿠시마 죠우지     | 소노다 히로유키     | 와타세헌명      |  |  |
| 오이타현   | 1구     | 무라야마 도미이치 | 에토우 세이치        | 에토 세이시로     | 하타 사카에 지로  |                       | 2구    | 아베미희남        | 타하라 타카시       | 이와야 타케시       |                     |                 |  |  |
| 미야자키현 | 1구     | 오오하라 이치조   | 마츠우라리상         | 요네자와륭        |                   |                       | 2구    | 키타가와 아키노리 | 나카야마 나리아키   | 모치나가 카즈미     |                     |                 |  |  |
| 가고시마현 | 1구     | 신모리 타츠오     | 카와사키 간지        | 미야지 카즈아키   | 미야자키 시게루1  |                       | 2구    | 무라야마 키치     | 오자토 사다토시     | 히라타 신이치로우   |                     |                 |  |  |
| 가고시마현 | 3구     | 니카이도 스스무   | 아리카와 세이지      |                   |                   |                       | 아마미 | 토쿠다 토라오     |                     |                     |                     |                 |  |  |
| 오키나와현 | 현 전체 | 후루겐 사네요시   | 나카무라 세이지      | 미야자토 마츠마사 | 우에하라 야스시조 | 타마구스쿠 에이치     |        |                   |                     |                     |                     |                 |  |  |

### 이 선거로 첫 당선
※초선 가운데, 참의원의원 경험자에게는 「※」의 표시가 있다.

#### 자유민주당
- 아카기 노리히코
- 아사노 카츠히토
- 정 오쿠 사다오
- 이마즈 히로시
- 에토우 세이치

- 오카다 가쓰야
- 카네코 노리유끼개
- 카노 마사루
- 카와무라 타케오
- 쿠노 토우이치로우

- 코가 잇세이
- 코사카 켄지
- 고바야시 코키
- 사카모토 고우지
- 사타 겐이치로

- 사토 켄이치로※
- 시오타니립
- 스즈키 슌이치
- 주히로시
- 타나베 히로오

- 나가세 진엔
- 나카타니 겐
- 노다 미노루
- 하기야마 쿄곤
- 하라다 요시아키

- 히라타 신이치로우
- 후쿠다 야스오
- 후쿠나가 노부히코
- 후지이 히로히사※
- 후루야 케이지

- 호시노 유키오
- 호소다 히로유키
- 마에다 타다시
- 마츠우라 아키라
- 마나베 히카루광

- 미야지 카즈아키
- 모리 에이스케
- 야나기모토 타쿠지
- 야나세 스스무
- 야마구치 슌이치

- 야마모토 히로시
- 야마모토 유지
- 와타세헌명

#### 일본 사회당
- 아카마쓰 히로타카
- 아키바 타다시리
- 아리카와 세이지
- 이케다 모토히사
- 이시이 사토시
- 이토 히데코
- 이와타순개
- 우츠노미야 마유미
- 엔도 노보루
- 오오키 타다시오※

- 오오하타 아키히로
- 오카자키 토미코
- 오가와 마코토
- 오키타 마사토
- 가토 시게시가을
- 카와시마 마코토
- 키시 하치로
- 키타가와 아키노리
- 키타자와 세이코
- 코이와이 키요시

- 코시이시 아즈마
- 고토 마사노리
- 코바야시 마모루
- 코마츠정남
- 코모리 류방
- 사이토 카즈오
- 사사키 히데노리
- 사토 타이스케
- 사토항청
- 시가 가즈오

- 시부야 오사무
- 스즈키 요시히사자
- 스즈키 히사시
- 스나가 토오루
- 센고쿠 요시토
- 타나카 쇼우이치
- 타니무라 케스케
- 츠츠이 노부타카
- 츠네마츠 유우시
- 도이 류이치

- 토키자키 유우지
- 하세 유리코
- 하야미 선구
- 호소카와 리츠오
- 호소야 오사무통
- 호리고메 이쿠오
- 마츠바라수웅
- 마츠모토 류
- 메구로 키치노스케
- 야스다범

- 야마우치 히로시
- 산중방기
- 야마모토 츠토무
- 요시다 카즈코
- 요시다 다다시수컷※
- 와다 시즈오※

#### 공명당
- 아즈마 쇼조
- 이시다축임
- 이노우에 요시히사
- 엔도을언
- 오노 유리코

- 카와카미 노부오
- 키타가와 카즈오
- 쿠라타 사카키
- 히가시 쥰지
- 히라타미 남

- 야마구치나진남

#### 일본 공산당
- 키지마 히데오
- 칸노 에츠코
- 후루겐 사네요시
- 요시이 히데카츠※

#### 민사당
- 코다이라 타다마사
- 타카기 요시아키
- 야나기다 미노루

#### 무소속
- 이시하라 노부테루
- 이와무라 우이치로우
- 이와야 타케시
- 오카자키 히로미
- 카메이 히사오키※

- 사카이 타카노리
- 토쿠다 토라오
- 외구 계란
- 하치로 요시오
- 마시코 데루히코

- 마스다 토시오
- 마츠오카 토시카츠
- 광무현
- 미노리카와 히데후미
- 무라타 요시타카

- 요시오카 켄지

### 이 선거로 복귀

#### 자유민주당
- 이토 코스케
- 우에타케 시게오
- 타나카수정
- 나카무라 세이지

#### 일본 사회당
- 망 오카 유우
- 우에다 타카시3
- 우에노 켄이치
- 고토 시게루
- 관청정

- 타케베문
- 타케무라 유키오
- 토미즈카 미츠오
- 히노 이치로
- 후지타고민

- 마츠우라리상
- 모토노부요
- 모리이 타다시양
- 산중말치
- 와다 사다오

- 와타나베가장

#### 일본 공산당
- 오자와 카즈아키
- 미우라 히사시

#### 민사당
- 오오우치계오
- 스가와라 키쥬로
- 나카이 히로시

#### 무소속
- 츄우마 코우키

### 이 선거로 은퇴

#### 자유민주당
- 아카기 무네노리
- 아나바 오사무
- 카미무라 센이치로우
- 카타오카 세이치
- 쿠노 츄우지

- 고사카 젠타로
- 고사카 도쿠사부로
- 사카타도태
- 사토 이치로
- 스즈키 젠코

- 소메야 마코토
- 타나카 타츠오
- 타무라 료헤이
- 타마뉴우효구
- 우납무인

- 후쿠다 다케오
- 후쿠다 하지메
- 후루야 토루
- 호소다 키치조
- 마츠노 유키야스

- 미노와 노보루
- 모리키요
- 모리시타 모토하루
- 야마모토 유키오
- 와타나베굉3

#### 일본 사회당
- 이시바시 마사시
- 이나바 세이치
- 이노우에 이즈미
- 오오하라 토루
- 스미야견지로

- 금자 봐 개
- 카와카미 타미오
- 코노 타다시
- 카미사카 노보루
- 타가 타니 신임

- 나카무라 시게루
- 노구치 코이치
- 히로세 히데요시
- 호소야 오사무가
- 야스이 요시노리

#### 공명당
- 아라이 아키라지
- 아리시마 시게타케
- 오노 키요시
- 오가와 신이치로우
- 시바타 히로시

- 스즈키리 야스오
- 다케이리 요시카쓰
- 타케다 가즈오
- 누마카와 요이치
- 하시모토 후미히코

- 히라이시 마작 타로
- 마사키 요시아키

#### 일본 공산당
- 쿄즈카 유키오
- 세나가 가메지로
- 무라카미 히로시

#### 민사당
- 오카다 마사카츠
- 카와무라 마사루
- 오부치 마사요시
- 사사키 아키라작
- 나카무라 마사오

#### 무소속
- 오오하시 토시오
- 타나카 가쿠에이
- 타나카 미치코

### 이 선거로 낙선

#### 자유민주당
- 아마노공도리
- 아마노 히카루 맑음
- 아리마 모토하루
- 이시와타 테루구
- 이토야마 에이타낭

- 이나가키 미노루남
- 에토 타카미
- 에노모토 평화
- 오츠보 켄이치로우
- 오오무라 노보루치

<divstyle="float: left; vertical-align: top; white-space: nowrap; margin-right: 1em;">
- 오가타 사토시구
- 오가와 겐
- 키쿠치 후쿠지로우
- 키타구치 히로시
- 쿠마가와 차남

- 사사야마 노보루생
- 사토 시즈오
- 사토 후미오
- 시이나 모토오
- 시라카와 카츠히코

- 타카하시 타츠오
- 타케우치려일
- 타케나카 슈이치
- 타나카 나오키
- 다마자와 토쿠이치로우

- 츠키하라 시게아키
- 토자와정방
- 나카가와 히데나오
- 나가노 유야
- 나카무라 야스시

- 노나카 에이지
- 히라바야시 코조
- 후지모토 타카오
- 호리우치 미츠오
- 호리노우치 히사오

- 마츠다 쿠로우
- 마쓰노 라이조
- 아와야마명
- 야스오카 오키하루
- 야츠 요시오

- 야마나카 사다노리
- 와카바야시 마사토시

#### 일본 사회당
- 오쿠노 카즈오
- 사카가미 토미오
- 요시하라미 치

#### 공명당
- 이노우에 카즈히사
- 오오쿠보곧 언
- 키우치 요시아키
- 사카구치 치카라
- 후루카와 마사시

- 미즈타니 히로시
- 모리타경일
- 요시우라 타카하루

#### 일본 공산당
- 안도 겐
- 이시이 이쿠코
- 이와사 에미
- 포정양
- 오카자키 만수수

- 쿠도 아키라
- 시바타 무츠미남편
- 중로마사히로
- 나카지마 타케시민
- 노마 유이치

<divstyle="float: left; vertical-align: top; white-space: nowrap; margin-right: 1em;">
- 후지와라 히로코
- 마츠모토 젠메이
- 야지마 츠네오

#### 민사당
- 아오야마 언덕
- 아베기웅
- 오자와정효
- 키노시타 타카유키조
- 타키자와 코스케

- 타나카 케이슈
- 타마키 카즈야
- 츠카다연충
- 니시무라 아키라3
- 숲야스오

- 요시다 유키히사

#### 무소속
- 오야탁사

## 선거 관련 특별 프로그램
- NHK 개표 속보
- 지쿠시 데쓰야 목-되는 일본 세기말 결전'90(JNN계)
- NNN'90 총선거(투표 시간 종료와 동시에 출구 조사의 결과를 발표한 최초의 프로그램이다)
- 슈퍼 타임 선거 스페셜
- 총선거 와이드·문서 벼랑의 인간 무늬(FNN계)
- 선거 스테이션
- '90 중의원의원 선거 철저 토론 아침까지 선거 생중계(ANN계)
- 1990 당신의 한 표(TXN계)

## 선거 후

### 국회
제118 특별 국회
회기：1990년 2월 27일 - 6월 26일
- 중의원의장 선거

앵내 요시오(자민당)-507표무효-1표
- 중의원부의장 선거

무라야마 키치(사회당)-508표
- 수반 지명 선거(중의원 의결)

카이후 토시키(자민당)-286표, 도이 타카코(사회당)-146표, 이시다 행시로(공명당)-46표, 후와 테츠조(공산당)-16표, 영말 에이이치(민사당)-14표

### 정당
1989년 4월의 소비세 도입 후 최초의 총선거이며, 당초 자민당은 이전 회 제38회 총선거에서 거뒀던 300석 압승으로부터의 반동도 겹쳐 험난한 싸움이 될 것으로 예측되고 있었다. 실제, 1989년 7월의 제15회 참의원의원 통상 선거에서는 당선자 수로 사회당을 밑돌아, 참의원으로의 과반수를 이어가지 못하고 대패를 당했다. 그러나, 1989년 가을에 진행된 동유럽 제국의 민주화에 의해 소비에트 사회주의 연방공화국을 중심으로 한 동쪽 사회주의 진영의 붕괴가 진행되면서, 자민당은 이 선거의 쟁점을 「체제 선택」이라고 설정하는 것에 성공했다. 경제 호조 ( 「버블 경기」)를 향수하는 국민의 반공·보수적 의식에 호소하며 걸쳐 한층 더 참의원의원 선거에서의 참패나 가이후 내각의 인기로부터 유권자에게 「 이제 충분하다」라고 생각하는 것에도 성공했다. 의석 감소를 소폭으로 줄였고 추가 공천을 포함한 의석수는 286석으로 중의원에서 단독 과반수를 유지했다.
한편, 사회당은 이전 참의원의원 선거로의 압승을 이어받아 중의원으로의 여·야 역전과 정권 획득을 목표로 했다. 그러나, 장기적인 하락 추세로 당의 기초 체력이 떨어지고 있었기 때문에, 새로운 후보자 선정 작업은 난항을 겪어, 특히 중선거구제로의 과반수 의석 획득에서는 반드시 필요한 복수 후보의 입후보 방침에 대해서는 현직 의원들의 저항이 강했다. 또, 입후보의 권유에서도, 자금난으로 인해 낙선했을 경우에는 생활 보장을 하지 못하고, 거절 당하는 것이 많이 있었다고 한다..도이는 선거에 협력한 공민·사민 연합에 따라 512개의 의석 수에 대해 사회당 180명, 공민·사민 연합 120명, 3당을 합쳐 300석을 전망하고 있었다.. 그러나, 공민당이 고전을 예상하고 후보자를 줄인 것과 함께, 공천 후보는 사회당 149명, 공민·사민 연합에서 108명, 3당 합계 257명(같은 계열의 무소속은 29명)으로 과반수에 아슬아슬하게 미달했다. 공천만으로 338명(보수 계열의 무소속은 109명)을 후보자로 낸 자민당과의 체력 차이는 확연했다. 야당은 전체적으로 후보를 세우는 능력이 떨어지고 있었다고 말할 수 있다.
그럼에도 사회당의 당선자는 1967년의 제31회 총선거에서 140석을 넘는 의석을 차지하였으나, 그 절반은 공명당·민사당 등 타 야당으로부터 빼앗은 의석이었다.(나머지의 반은, 자민당 독점 지역구로부터의 의석 탈환이 많았다). 특히 민사당은 의석이 거의 반으로 줄어드는 참패를 당했다. 공명당과 민사당은, 사회당이 사회·공민 노선으로 불리는 야당 연정의 상대로 상정하고 있었지만, 이 선거로 사회당이 단독으로 승리했던 것에 반발해, 사회당과의 연립 정권 협의를 중지했다. 그리고, 자민,공명당민 노선으로 불리는 보수·중도 연계 노선이 정착하며 갔다. 또, 공산당은 소비세에 반대표가 사회당에 집중되고, 자민당에 의한 체제 선택의 쟁점화로 타격을 받았기 때문에, 의석수가 거의 반으로 줄어들었다.
덧붙여 이 선거에서는 종교 단체의 옴 진리교(현：아레후)가 「진리당」를 결성해, 교조의 아사하라쇼오꼬오(본명：마츠모토 치즈오)나 신도 죠우유우사호등 25명을 입후보 시켰지만, 공탁금이 몰수 될 정도의 참패가 되었다. 특히 아사하라가 출마한 도쿄도 제4구에서는, 개표에 부정이 없는지를 확인하기 위해, 신자 3명에게 일부러 본명의 마츠모토 치즈오에 투표하게 한 후, 개표할 때 입회 시에 표를 확인시켰다. 실제로는 발견하는 것은 극히 어려운 일이지만, 아사하라는 마츠모토 치즈오의 표를 확인할 수 없었기 때문에「선거 부정」이라고 선전했다. (노다 성인 저 「혁명인가 전쟁인가」). 이것을 기회로 교단이 무력으로 권력을 장악하기로 방향을 틀었고, 이것이 이후 마츠모토 살인 사건, 지하철 살인 사건이라고 하는 일련의 오움(진리교) 사건으로 이어졌다고 전해지고 있다.